# Darius L. Goff (Politiker)
Darius Lee Goff (* 10. Oktober 1919 in Pawtucket, Rhode Island; † 9. Mai 1998 in Sanibel, Florida) war ein US-amerikanischer Politiker (Republikanische Partei). Im Laufe seiner politischen Karriere gehörte er dem Repräsentantenhaus von Rhode Island an und bekleidete von 1953 bis 1954 das Amt des  Bürgermeisters von Warwick, Rhode Island.

## Leben
Goff entstammte einer in Rhode Island alteingesessenen, wohlhabenden Unternehmerfamilie. Er wurde 1919 als Sohn von Darius Lee Goff, Jr. (1890–1938) geboren und wuchs mit einer älteren Schwester (1917–1976) auf. Die Unternehmer Darius L. Goff (1840–1926) und Darius Goff (1809–1891) waren sein Großvater bzw. Urgroßvater. Der Unternehmer Lyman B. Goff (1841–1927) war sein Großonkel.
Goff besuchte die Grove Street Grammar School in Pawtucket und die Northwood School in Lake Placid, New York. Später studierte er an der Princeton University und machte dort 1942 seinen Abschluss. Während des Zweiten Weltkrieges diente er für drei Jahre im United States Army Air Corps als Ausbilder für Hochfrequenzfunk. Nach dem Krieg wurde er in der Geschäftsleitung verschiedener Unternehmen in Providence tätig. 1969 verkaufte er seine Unternehmensbeteiligungen und ließ er mit sich seiner Ehefrau auf Bermuda nieder.
Neben seiner beruflichen Tätigkeit war Goff auch politisch aktiv. So wurde er im November 1948 in das Repräsentantenhaus von Rhode Island gewählt und gehörte diesem für zwei Legislaturperioden an. 1952 kandidierte er bei der Bürgermeisterwahl in Warwick und gewann gegen den bisherigen Amtsinhaber Joseph Mills. Bei der nächsten Bürgermeisterwahl 1954 unterlag er Mills mit 10.197 zu 12.473 Stimmen.
Goff starb im Mai 1998 in Sanibel, Florida, wo er einige Jahre zuvor seine Winterresidenz eingerichtet hatte. Er war verheiratet und hatte drei Söhne.